# 100 лет (фильм)
«100 лет» (англ. 100 Years) — будущий научно-фантастический фильм Роберта Родригеса, поставленный по сценарию Джона Малковича. Фильм рекламировался с лозунгом «Фильм, который вы никогда не увидите» (англ. The Movie You Will Never See) и должен быть выпущен 18 ноября 2115 года, что соответствует 100 годам, которые требуется пролежать бутылке коньяка Louis XIII, перед тем, как она будет выпущена для потребителей. Главные роли в фильме играет международный ансамбль: американский актёр Джон Малкович, китайская актриса Шуя Чан и чилийский актёр Марко Сарор.

## Сюжет
Сюжет фильма держится в строжайшей тайне, но, как ожидается, будет раскрыт ещё до того, как сам фильм будет выпущен в ноябре 2115 года.

## В ролях
Хотя подробности фильма держатся в строжайшей тайне, имена и роли трёх актёров были обнародованы:
- Джон Малкович — главный герой
- Шуя Чан — главная героиня
- Марко Сарор — антагонист

## Производство
В ноябре 2015 года Малкович и Родригес объявили о том, что они объединились с компанией по производству коньяка Louis XIII, принадлежащей французскому коньячному дому Rémy Martin, для того, чтобы создать фильм, вдохновлённый столетием, которое требуется для того, чтобы сделать бутылку Louis XIII. И хотя сюжет фильма остаётся полной тайной, 18 ноября 2015 года Малкович и Родригес выпустили три тизер-трейлера: «Ретро», «Природа» и «Будущее». Ни в одном из этих тизеров не показаны кадры самого́ фильма, а вместо этого представлены три воображаемых вида будущего: от антиутопической пустоши до технологического рая. Сам фильм был полностью снят в 2015 году.

## Выход
В ожидании выпуска фильм будет храниться в высокотехнологичном сейфе за пуленепробиваемым стеклом, который автоматически откроется 18 ноября 2115 года, в день премьеры фильма. Тысяча гостей со всего света, в том числе и сами Малкович и Родригес, получили по два пригласительных билета из металла на премьеру, которые они смогут передать своим потомкам. Сейф, в котором будет храниться фильм «100 лет», был показан на Каннском кинофестивале 2016 года и в разных других городах, прежде чем его вернули в Коньяк (Франция), в подвалы Louis XIII.

## Связанное
Песня «100 лет» (англ. 100 Years), сочинённая Фарреллом Уильямсом в сотрудничестве с Louis XIII, будет выпущена в ноябре 2117 года.